# Mortagne-du-Nord
Pour les articles homonymes, voir Mortagne.
Mortagne-du-Nord est une commune française située dans le département du Nord (59), en région Hauts-de-France.

## Géographie

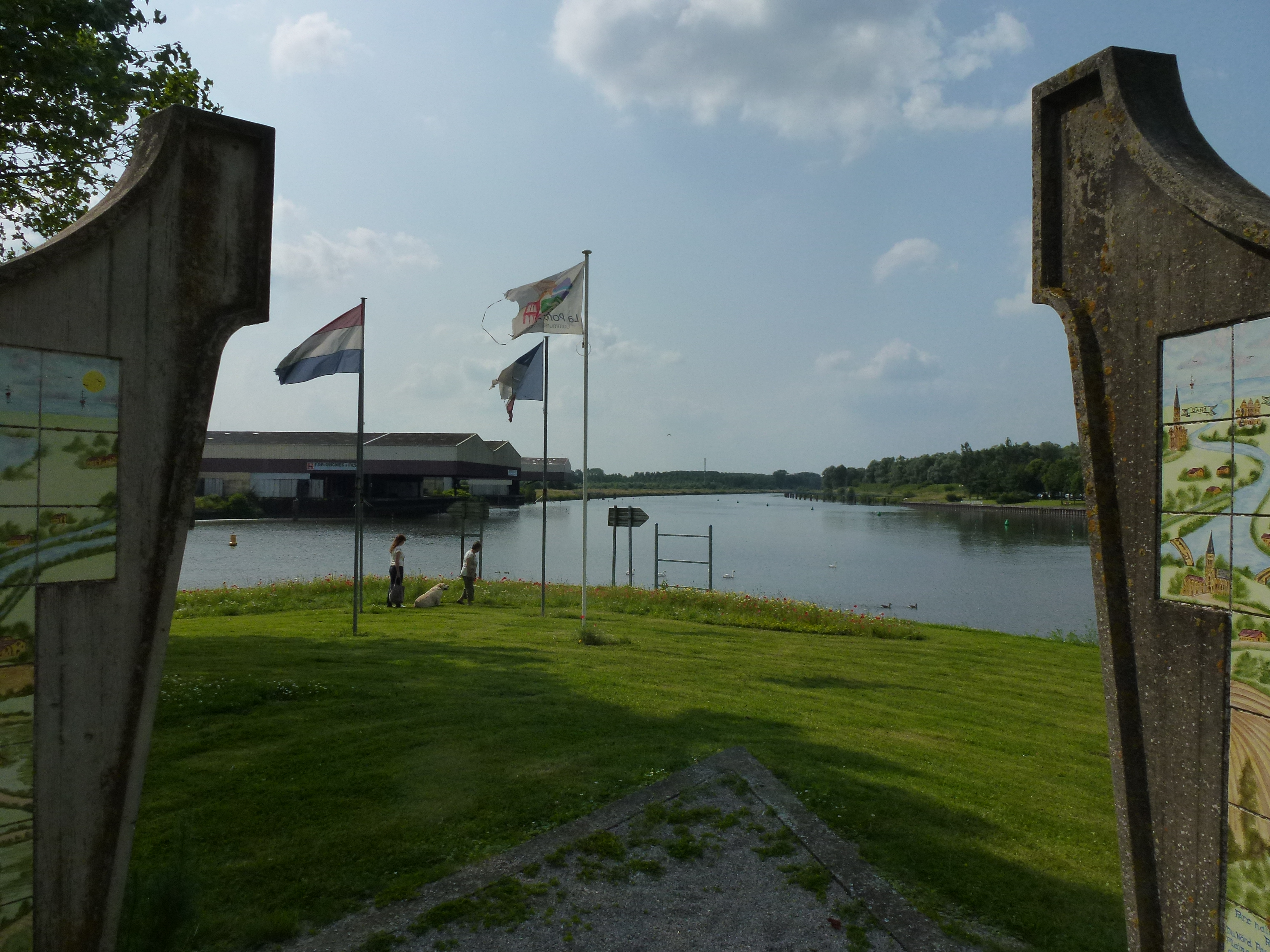
confluence Scarpe-Escaut

Située à la confluence de la Scarpe et de l'Escaut, son nom vient de Mauritanius [Fundus], légionnaire romain du Bas Empire et originaire d'Afrique du Nord.

### Communes limitrophes
|                  |                  | Flines-lès-Mortagne |
| Maulde           | Mortagne-du-Nord |                     |
| Thun-Saint-Amand |                  | Château-l'Abbaye    |

### Hydrographie

#### Réseau hydrographique
La commune est située dans le bassin Artois-Picardie. Elle est drainée par la Scarpe canalisée, le Décours Aval, le Courant des Balles Aval, le ruisseau de la Chuinelle et l'Escaut,,.
La Scarpe canalisée et une section canalisée de la Scarpe, d'une longueur de 67 km, prend sa source dans la commune de Arras et se jette  dans l'Escaut canalisée sur la commune, après avoir traversé 34 communes. Les caractéristiques hydrologiques de la Scarpe canalisée sont données par la station hydrologique située sur la commune. Le débit moyen mensuel est de 5,43 m3/s. Le débit moyen journalier maximum est de 39,812 mars 202 052,4 m3/s, atteint le 9 juillet 2006.

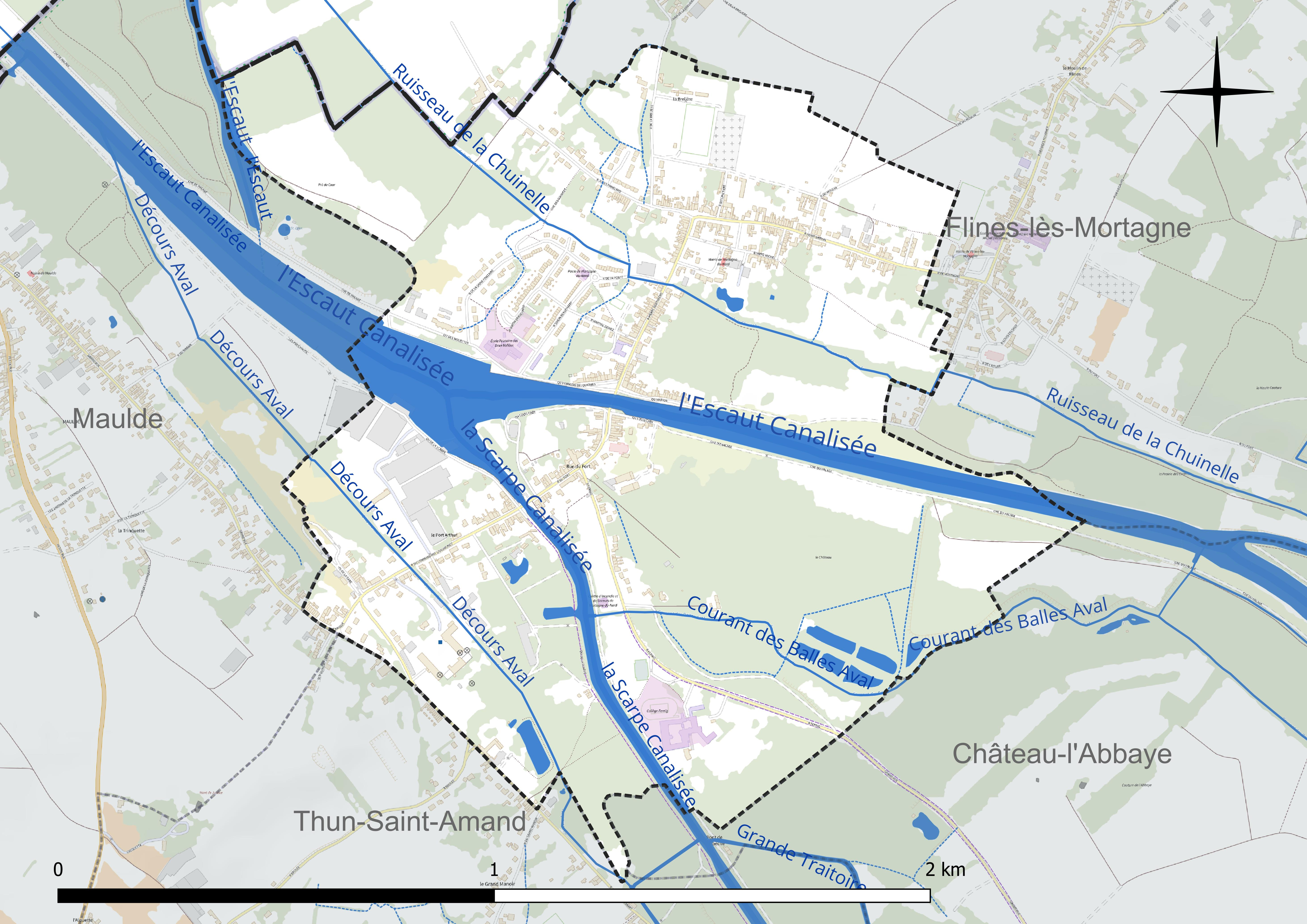
Réseau hydrographique de Mortagne-du-Nord.

L'Escaut est un fleuve européen de 355 km de long, qui traverse trois pays (France, Belgique et Pays-Bas), avant de se jeter en mer du Nord. La partie canalisée en France relie Cambrai à , après avoir traversé 34 communes. Les caractéristiques hydrologiques de l'Escaut canalisée sont données par la station hydrologique située sur la commune. Le débit moyen mensuel est de 23,6 m3/s. Le débit moyen journalier maximum est de 13 129 janvier 2 021 165 m3/s, atteint le 22 novembre 2017.

#### Gestion et qualité des eaux
Le territoire communal est couvert par le schéma d'aménagement et de gestion des eaux (SAGE) « Escaut ». Ce document de planification concerne un territoire de 2 005 km2 de superficie, délimité par le bassin versant de l'Escaut. Le périmètre a été arrêté le 9 juin 2006 et le SAGE proprement dit a été approuvé le 13 juillet 2021. La structure porteuse de l'élaboration et de la mise en œuvre est le syndicat mixte Escaut et Affluents (SyMEA).
La qualité des cours d'eau peut être consultée sur un site dédié géré par les agences de l'eau et l'Agence française pour la biodiversité.

### Climat
Pour des articles plus généraux, voir Climat des Hauts-de-France et Climat du Nord.
En 2010, le climat de la commune est de type climat océanique dégradé des plaines du Centre et du Nord, selon une étude du CNRS s'appuyant sur une série de données couvrant la période 1971-2000. En 2020, Météo-France publie une typologie des climats de la France métropolitaine dans laquelle la commune est dans une zone de transition entre le climat océanique et le climat océanique altéré et est dans la région climatique Nord-est du bassin Parisien, caractérisée par un ensoleillement médiocre, une pluviométrie moyenne régulièrement répartie au cours de l'année et un hiver froid (3 °C).
Pour la période 1971-2000, la température annuelle moyenne est de 10,7 °C, avec une amplitude thermique annuelle de 14,6 °C. Le cumul annuel moyen de précipitations est de 716 mm, avec 12,1 jours de précipitations en janvier et 9,4 jours en juillet. Pour la période 1991-2020, la température moyenne annuelle observée sur la station météorologique la plus proche, située sur la commune de Valenciennes à 17 km à vol d'oiseau, est de 11,0 °C et le cumul annuel moyen de précipitations est de 694,1 mm,. Pour l'avenir, les paramètres climatiques de la commune estimés pour 2050 selon différents scénarios d'émission de gaz à effet de serre sont consultables sur un site dédié publié par Météo-France en novembre 2022.

## Urbanisme

### Typologie
Au 1er janvier 2024, Mortagne-du-Nord est catégorisée bourg rural, selon la nouvelle grille communale de densité à sept niveaux définie par l'Insee en 2022.
Elle appartient à l'unité urbaine de Mortagne-du-Nord (partie française), une agglomération internationale regroupant quatre  communes, dont elle est ville-centre,,. La commune est en outre hors attraction des villes,.

### Occupation des sols
L'occupation des sols de la commune, telle qu'elle ressort de la base de données européenne d'occupation biophysique des sols Corine Land Cover (CLC), est marquée par l'importance des territoires artificialisés (41,9 % en 2018), en diminution par rapport à 1990 (44 %). La répartition détaillée en 2018 est la suivante : 
zones urbanisées (41,9 %), forêts (27,6 %), prairies (23,9 %), terres arables (5,6 %), zones agricoles hétérogènes (1 %). L'évolution de l'occupation des sols de la commune et de ses infrastructures peut être observée sur les différentes représentations cartographiques du territoire : la carte de Cassini (XVIIIe siècle), la carte d'état-major (1820-1866) et les cartes ou photos aériennes de l'IGN pour la période actuelle (1950 à aujourd'hui).

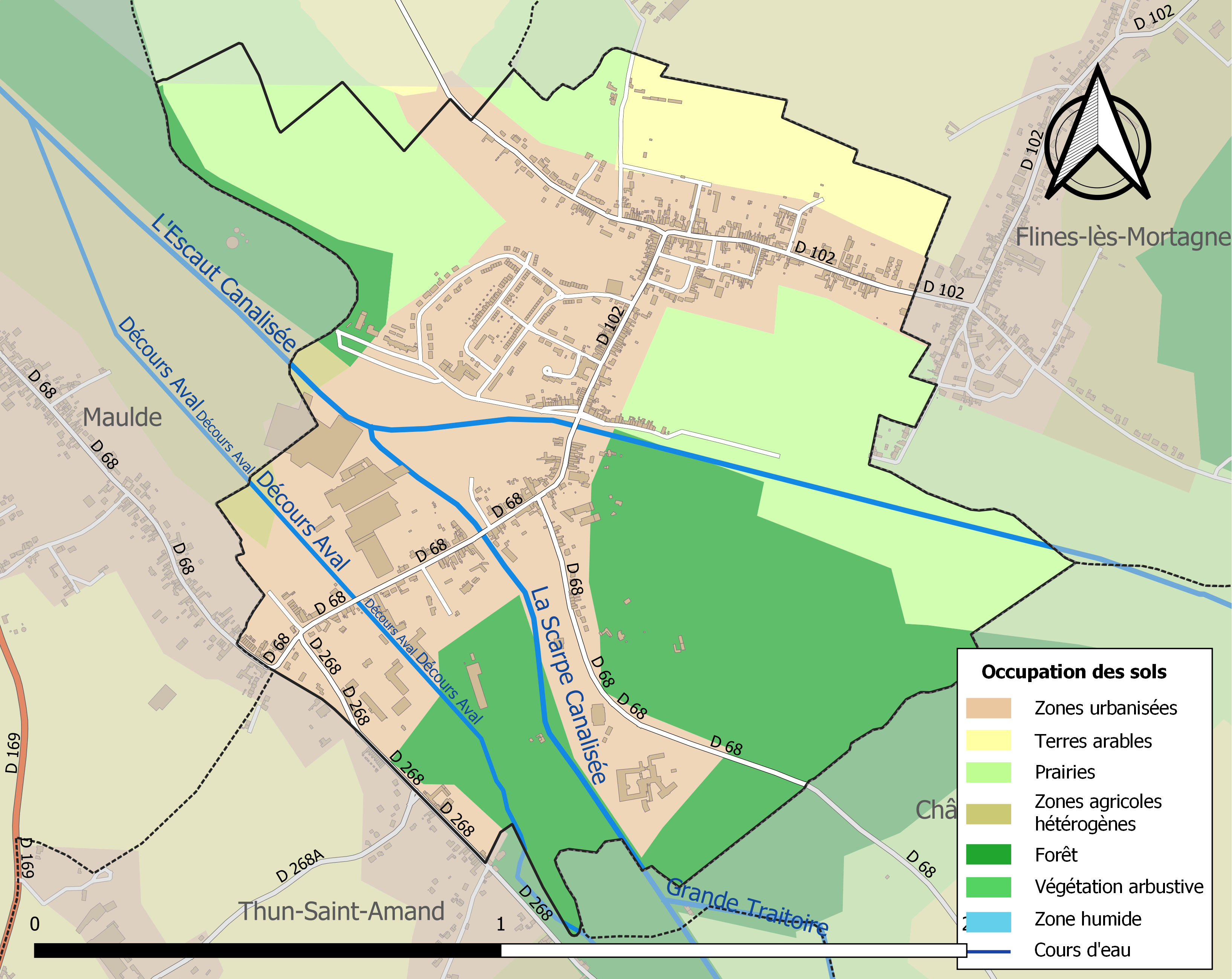
Carte des infrastructures et de l'occupation des sols de la commune en 2018 (CLC).

### Voies de communications et transports
La commune est desservie par la ligne 108 du réseau urbain Transvilles. Elle est également desservie par la ligne 491 du réseau belge TEC Hainaut.

## Toponymie
Du bas latin Mauritania, nom évoquant peut-être une station militaire romaine du Bas-Empire composée de troupes maures, comme les autres Mortagne. Ernest Nègre préfère voir dans le type toponymique Mortagne, l'anthroponyme latin Mauretanus suivi du suffixe -ia.

## Histoire
Mortagne était au Xe siècle une place forte importante de l'Ostrevent. Située au confluent de la Scarpe et de l'Escaut, elle ouvrait la porte du Tournaisis. Roger II de Laon en est investi avec ses frères, mais en 931 Arnoul Ier de Flandre réussit à les déloger de cette place. Le comte de Flandre y installa alors un châtelain.
Peu après 1071, Évrard dit Radou, neveu de l'évêque de Noyon Rabod réussit à expulser Hugues, châtelain de Mortagne.
Philippe d'Alsace obtint en 1186 que le châtelain Évrard III relevât de lui son château de Mortagne, alors que cette place était située en Hainaut (mais c'était un alleu).
Le châtelain Baudouin, fils d'Évrard III, fit hommage à Philippe Auguste pour le château de Mortagne, mais après la mort de Philippe d'Alsace, le traité de Vernon (1195)[réf. nécessaire] consacra la renonciation du roi à cette place (confirmée en 1200 à Péronne). Dans la suite, le châtelain de Mortagne demeura l'un des plus fidèles vassaux des comtes de Flandre-Hainaut. Évrard Radou III aida ainsi Ferrand de Portugal à prendre Tournai.
Lors du « transport de Flandre » (1312), Mortagne passa à la couronne de France.
Philippe le Bel prononça en effet l'annexion de Mortagne en 1314, après la mort de la châtelaine Marie, que déjà, en 1297, il avait obligée de relever de lui les droits qu'elle tenait auparavant du comte. Robert de Béthune protesta énergiquement et non sans raison contre ce nouvel abus de force.
Pendant les guerres de la Révolution française, Mortagne a été occupée par l'ennemi en 1792 et 1793.
Mortagne a longtemps conservé dans ses archives des documents concernant les communes de Flines-les-Mortagne, Bruille et Château-l'Abbaye, parce qu'avant la Révolution, ces communes faisaient partie des dépendances de Mortagne et y étaient soumises, tant pour les contributions directes, impôts, octrois que pour les procédures de toute nature.
En 1893, la commune de Mortagne devient Mortagne-du-Nord
Lors des combats de 1918, l'usine métallurgique est détruite. Les incendies et envols de poussières polluent le sol et les environs, c'est une des séquelles de guerre que la commune, située en zone rouge aura à traiter.

## Politique et administration

### Liste des maires successifs
Maire en 1802-1803 : Honoré Despinoy.

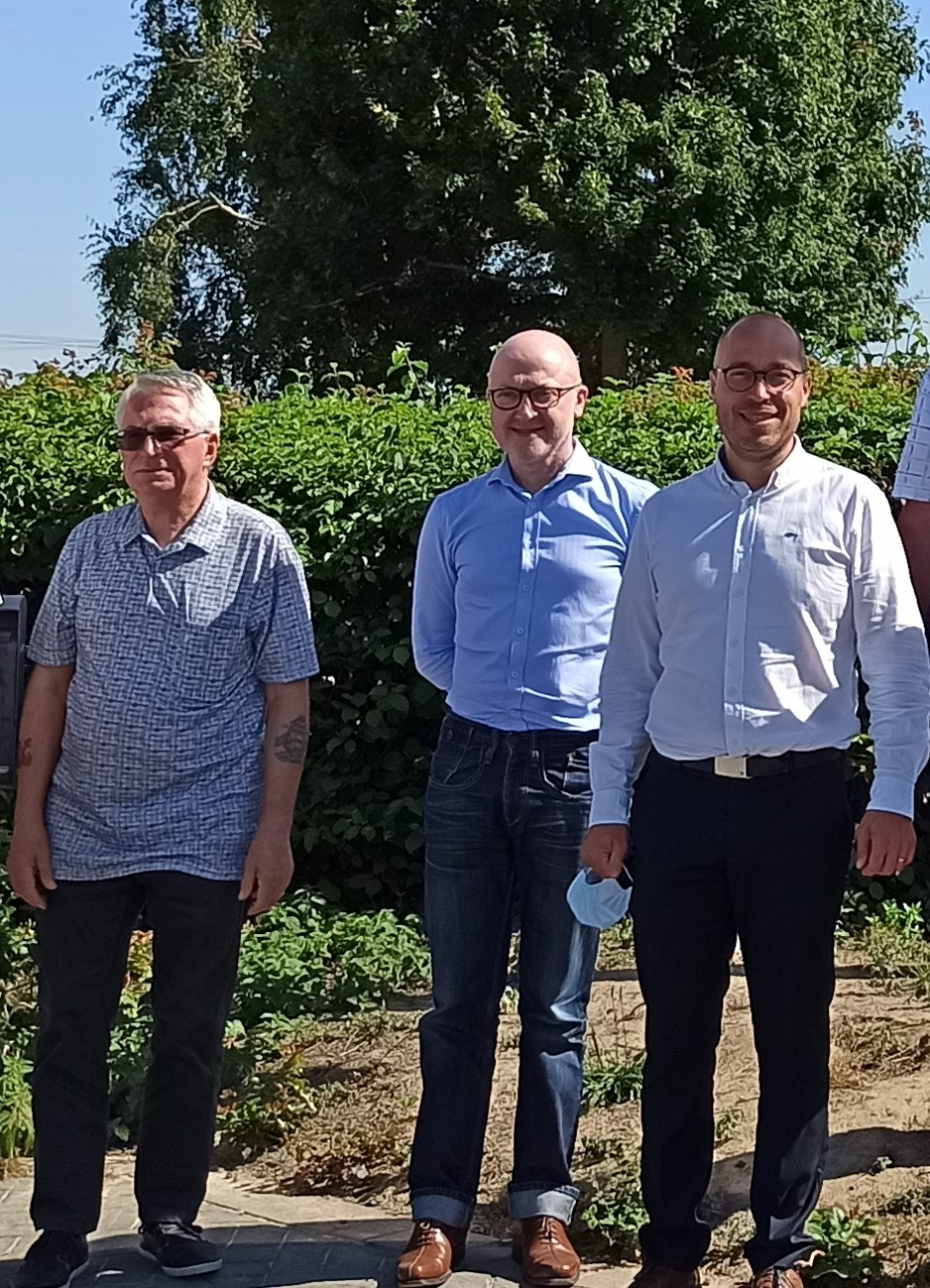
Émerchicourt : Marcel Quévy, maire de Mortagne-du-Nord, Régis Roussel, maire d'Émerchicourt, et Aymeric Robin, maire de Raismes et président de la CAPH en visite le 29 juillet 2020.

Maire en 1806-1807 : Ortalle,.

Maire en 1881 : De Bretagne.
| Période                                  | Période  | Identité      | Étiquette | Qualité |
| ---------------------------------------- | -------- | ------------- | --------- | ------- |
| mars 2001                                | En cours | Michel Quiévy |           |         |
| Les données manquantes sont à compléter. |          |               |           |         |

### Instances judiciaires et administratives
La commune relève du tribunal d'instance de Valenciennes, du tribunal de grande instance de Valenciennes, de la cour d'appel de Douai, du tribunal pour enfants de Valenciennes, du conseil de prud'hommes de Valenciennes, du tribunal de commerce de Valenciennes, du tribunal administratif de Lille et de la cour administrative d'appel de Douai.

### Santé environnementale
À l'intersection des communes de Mortagne-du-Nord, Château-l'Abbaye et Thun-Saint-Amand, se trouvent les restes d'une friche industrielle de 21 hectares qui longe la rive gauche de la Scarpe (rivière ici canalisée, qui se jette dans l'Escaut à quelques centaines de mètres plus en aval. Cette zone est horizontale ou en pente douce, et située à 15 m au-dessus du niveau marin. Il s'agit d'un site pollué,,,,,,,,, qui contribue ou a contribué à la pollution de la Scarpe et de l'Escaut (tous deux situés sous le vent dominant de la plus grande partie de cette zone industrielle).
L'industrie chimique et métallurgique y a été présente durant plus de 60 ans :
- une fonderie de zinc créée en 1901 en raison de la proximité de la Scarpe canalisée et de la ressource en charbon, mais qui a néanmoins fait faillite en 1903. Elle a ensuite été reprise et agrandie par la Compagnie métallurgique franco-belge de Mortagne (sous contrôle allemand lors de l'occupation liée à la Première Guerre mondiale ; ce zinc a notamment été utilisé pour la fabrication de munitions (alliage cuivre-zinc ou laiton). L'usine a été bombardée et incendiée à la fin de la Première Guerre mondiale. 
Après la guerre, en 1919, la Compagnie royale asturienne des Mines (CRAM) rachète le site et entreprend d'y restaurer et moderniser les installations. Dès 1920, la zinguerie est reconstruite, avec une unité de désulfuration construite à Thun. L'usine de zinc, moins compétitive que celle d'Auby (également propriété de la CRAM) ou celle de Courcelles-lès-Lens (devenu Métaleurop-Nord), fermera en 1963 ;
- une usine de production d'acide sulfurique (au sud de la friche industrielle), ouverte en 1924 et fermée en 1968) ; le sol a été couvert de remblais et de déchets issus du traitement de la blende pour en extraire le soufre et produire l'acide H2SO4 à partir de gaz sulfureux. Le sol, très contaminé par les sulfures de zinc, le plomb et le cadmium, a été réhabilité en 1989 par les Voies Navigables qui en ont fait un terrain de dépôts de boues de curage[44].
- une fonderie de plomb  (dite « usine à plomb ») a fonctionné durant 6 ans, de 1924 à 1930.

La dernière de ces trois usines a fermé ses portes en 1968, mais toutes ont laissé d'importantes séquelles de pollution par les métaux lourds et métalloïdes dans les sols, les sédiments et les écosystèmes locaux et environnants.
Les deux principaux polluants sont le plomb et le cadmium, ici présents en « quantité nettement supérieure aux niveaux du fond pédo-géochimique dans le programme de recherche coordonné par l'Inra » mais on trouve aussi du zinc (moy géom = 196 mg/kg de sol sec) et le cuivre (moy géom = 16 mg/kg de sol sec) taux jugés plus acceptables.
Le site présentait :
- des fours à réduction du zinc avec des batteries de creusets ;
- des fours pour la cuisson des creusets ;
- des gazogènes ;
- des installations de déchargement de charbon ;
- une laverie et ses batteries de cuves ;
- la halle des fours et la halle à minerais de l'usine d'acide.

Sous la friche industrielle se superposent 2 nappes phréatiques, :
1. la nappe libre des alluvions baigne aussi les remblais, atteinte environ 2–3 m sous le niveau du sol en période de hautes eaux et environ 6 m en de basses eaux ;
2. une nappe semi-captive dite nappe des sables d'Ostricourt (à environ -10 m, qui a été contaminée par de l'acide industriel puisque des pH de 4 y ont été relevés. L'existence de "fuites" de la nappe des alluvions, que l'on sait polluée, vers la nappe profonde des sables d'Ostricourt ne fait pas de doute[48].

En 1987, la friche industrielle fait l'objet d'une réhabilitation paysagère sommaire par la commune : les bâtiments abandonnés (sauf les bureaux) sont rasés. Les sols nus gravement pollués sont nivelés et recouverts d'environ 20 cm de terre agricole  enrichie en calcaire (car les métaux circulent mieux dans les sols acides et moins dans les sols "basiques") végétalismes, spontanément ensuite colonisée par des bouleaux.
Le site, actuellement partiellement propriété de Voies navigables de France est couvert d'une couche de déchets atteignant localement 3 m d'épaisseur, constituée de scories, de débris de creuset, de boues de curage, de gravats et de limons à éléments calcaires [22]. En dessous le sol est composé, :
- d'une épaisseur de 3 à 5 m d'alluvions fluviatiles d'origine quaternaires (où l'argile prédomine) ;
- 3 à 6 m d'épaisseur de sables glauconieux (sables d'Ostricourt, sables du Landénien, Sables Eocène et Tertiaire) ;
- de marnes blanches puis bleues (Turonien et Sénonien, Crétacé supérieur, Secondaire).
Près de l'ancien terril de scories métallurgiques et de cendres de l'usine (de l'autre côté de la Scarpe) persiste une pelouse métallicole où presque toutes les plantes sont mortes à cause des teneurs très élevées du sol en zinc, plomb et cadmium (le cadmium est un déchet de fabrication du zinc). Seules quelques espèces (ou sous-espèce) dites "métallophytes" ou métallotolérantes ont survécu. Ce sont essentiellement : 
- le Gazon d'Olympe Armeria Maritima variété halleri (sous-espèce métallophyte)
- l'Arabette de Haller (Arabidopsis halleri (L.) O'Kane & Al-Shehbaz) du genre Arabidopsis  (sous-espèce tolérant la présence de très hautes teneurs en métaux toxiques dans le sol)
- le Silène calaminaire

Il est intéressant de protéger cette pelouse, car outre que ces plantes sont rares dans cette région, elles contribuent  efficacement à fixer l'essentiel des polluants dans le sol en empêchant les envols et leur lessivage (la pelouse a néanmoins brûlé une année sèche, et des animaux qui se nourrissent sur le site peuvent être intoxiqués et contribuer à diffuser des métaux aux environs (phénomène dit de bioturbation). Ainsi le site, bien que parmi les plus pollués de France, est-il classé ZNIEFF pour son intérêt floristique.
En 1989, un collège (le collège Fernig) a été construit sur l'ancien crassier. Des analyses faites dans les environs montrent que les métaux lourds n'ont pas contaminé le collège, mais que par contre certains jardins sont assez pollués pour qu'il soit fortement recommandé de ne rien y cultiver de comestible.
Dans ce contexte post-industriel, la DDAS a sollicité la Cire pour répondre à la question de la pertinence de la réalisation d'une campagne de mesure de l'imprégnation de la population, campagne qui aurait pu inquiéter cette dernière (« (...) si elle est mal appréhendée, toute campagne de mesure d'imprégnation peut générer inutilement des inquiétudes au sein de la population concernée » précisait l'InVS).

## Population et société

### Démographie

#### Évolution démographique
L'évolution du nombre d'habitants est connue à travers les recensements de la population effectués dans la commune depuis 1800. Pour les communes de moins de 10 000 habitants, une enquête de recensement portant sur toute la population est réalisée tous les cinq ans, les populations de référence des années intermédiaires étant quant à elles estimées par interpolation ou extrapolation. Pour la commune, le premier recensement exhaustif entrant dans le cadre du nouveau dispositif a été réalisé en 2004.

En 2022, la commune comptait 1 581 habitants, en évolution de −3,71 % par rapport à 2016 (Nord : +0,51 %, France hors Mayotte : +2,11 %).
| 1800  | 1806  | 1821  | 1831  | 1836  | 1841  | 1846  | 1851  | 1856  |
| ----- | ----- | ----- | ----- | ----- | ----- | ----- | ----- | ----- |
| 1 888 | 1 290 | 1 303 | 1 318 | 1 220 | 1 185 | 1 198 | 1 152 | 1 064 |

| 1861  | 1866  | 1872  | 1876  | 1881  | 1886  | 1891  | 1896  | 1901  |
| ----- | ----- | ----- | ----- | ----- | ----- | ----- | ----- | ----- |
| 1 104 | 1 112 | 1 208 | 1 181 | 1 273 | 1 246 | 1 173 | 1 225 | 1 216 |

| 1906  | 1911  | 1921  | 1926  | 1931  | 1936  | 1946  | 1954  | 1962  |
| ----- | ----- | ----- | ----- | ----- | ----- | ----- | ----- | ----- |
| 1 364 | 1 576 | 1 179 | 1 564 | 1 635 | 1 527 | 1 313 | 1 516 | 1 768 |

| 1968  | 1975  | 1982  | 1990  | 1999  | 2004  | 2006  | 2009  | 2014  |
| ----- | ----- | ----- | ----- | ----- | ----- | ----- | ----- | ----- |
| 1 664 | 1 573 | 1 589 | 1 594 | 1 580 | 1 633 | 1 663 | 1 623 | 1 639 |

| 2019  | 2022  | - | - | - | - | - | - | - |
| ----- | ----- | - | - | - | - | - | - | - |
| 1 595 | 1 581 | - | - | - | - | - | - | - |

#### Pyramide des âges
La population de la commune est relativement jeune.
En 2018, le taux de personnes d'un âge inférieur à 30 ans s'élève à 39,5 %, soit au-dessus de la moyenne départementale (39,5 %). À l'inverse, le taux de personnes d'âge supérieur à 60 ans est de 19,6 % la même année, alors qu'il est de 22,5 % au niveau départemental.
En 2018, la commune comptait 789 hommes pour 820 femmes, soit un taux de 50,96 % de femmes, légèrement inférieur au taux départemental (51,77 %).
Les pyramides des âges de la commune et du département s'établissent comme suit.
| Hommes | Classe d’âge | Femmes |
| ------ | ------------ | ------ |
| 0,5    | 90 ou +      | 1,8    |
| 4,3    | 75-89 ans    | 7,2    |
| 11,6   | 60-74 ans    | 13,7   |
| 20,8   | 45-59 ans    | 19,0   |
| 22,4   | 30-44 ans    | 19,5   |
| 18,0   | 15-29 ans    | 18,4   |
| 22,4   | 0-14 ans     | 20,4   |

| Hommes | Classe d’âge | Femmes |
| ------ | ------------ | ------ |
| 0,5    | 90 ou +      | 1,4    |
| 5,3    | 75-89 ans    | 8,1    |
| 14,8   | 60-74 ans    | 16,2   |
| 19,1   | 45-59 ans    | 18,4   |
| 19,5   | 30-44 ans    | 18,7   |
| 20,7   | 15-29 ans    | 19,1   |
| 20,2   | 0-14 ans     | 18     |

### Santé
À la suite de la suspicion puis des preuves de contamination (Contamination mesurée de 50 à 2300 ppm de plomb, 60 à 10 800 ppm de zinc et 8 à 80 ppm de cadmium), plusieurs études ont été faites sur la pollution et les risques pour la santé sur le site et autour de celui-ci,,,,,,.
La dernière étude faite sur la pollution des sols et basée sur une analyse rétrospective des rejets a conclu que « les rejets atmosphériques (poussières déposées sur les sols dont le réenvol est possible), les rejets solides (scories) enfouis dans le sol, et les rejets liquides (provoquant la contamination des sédiments de la Scarpe) sont susceptibles de contribuer à l'exposition de la population par contact direct, ou par consommation de produits végétaux ou animaux qui ont déjà montré des signes de contamination : bovins empoisonnés et cas de saturnisme chez des canards »
L'étude a également conclu que certains enfants habitant la zone centrale de contamination pourraient avoir une plombémie dépassant 100 μg/L  (probabilité de dépasser 100 μg/L varie entre 0,8 % et 6,3 % selon la biodisponibilité présumée du plomb). Ce risque selon l'étude ne justifie pas un dépistage systématique de la plombémie « dont l'efficacité serait très limitée » mais « justifie d'informer et de sensibiliser les médecins généralistes et les pédiatres du secteur sur ces facteurs spécifiques du risque saturnin, afin qu'ils évaluent pour chaque enfant de 0 à 6 ans et les femmes enceintes de leur clientèle la pertinence de prescrire un dépistage individuel. Cette recommandation rejoint le "Guide pratique de l'intoxication au plomb chez l'enfant et la femme enceinte" qui conseille de rechercher les facteurs de risque à l'occasion des visites médicales».
« La population doit également être informée du risque d'intoxication au plomb des enfants et des femmes enceintes. En particulier, elle devrait être informée du risque de contamination importante des jardins comme cela a pu être mis en évidence pour certains jardins »

## Culture locale et patrimoine

### Lieux et monuments
- Église Saint-Nicolas : 1820. Projet de la commune de la construction d'une église. L'église est dynamitée en novembre 1918 par les Allemands. Reconstruction entre 1926 et 1932. Travaux de rénovation entre 2012 et 2015. L'église est rattachée à la Paroisse Sainte Odile du Hainaut. La chaire et les fonts baptismaux sont en grès rouge dur de Saverne. Le mobilier (1931) par Fernand Baud. Les mosaïques des autels sont réalisés par la maison Lamarque (Croix 59). Un tableau classé de Mathias Stomer représentant le repas d'Emmaüs.

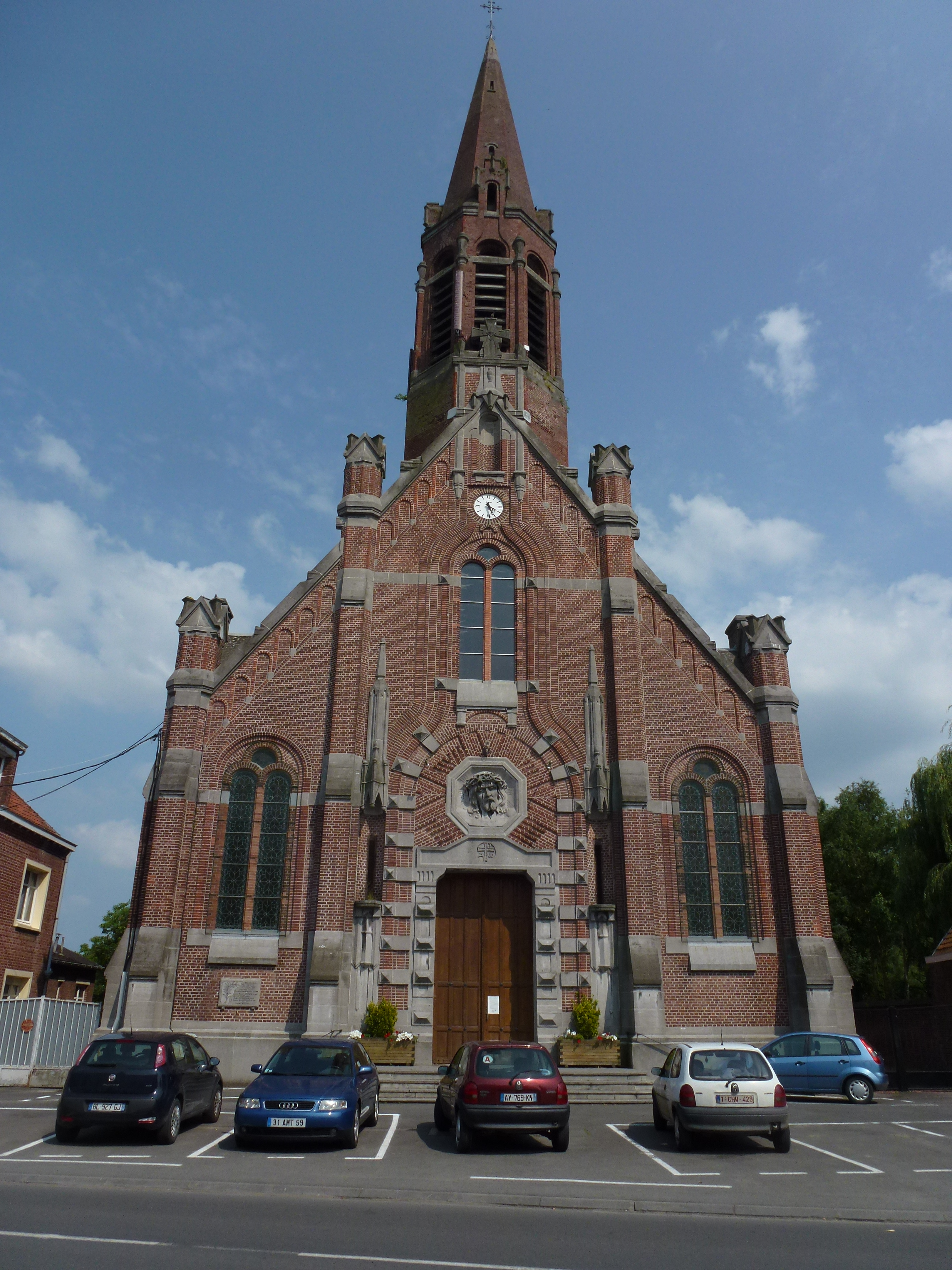
Église Saint-Nicolas.
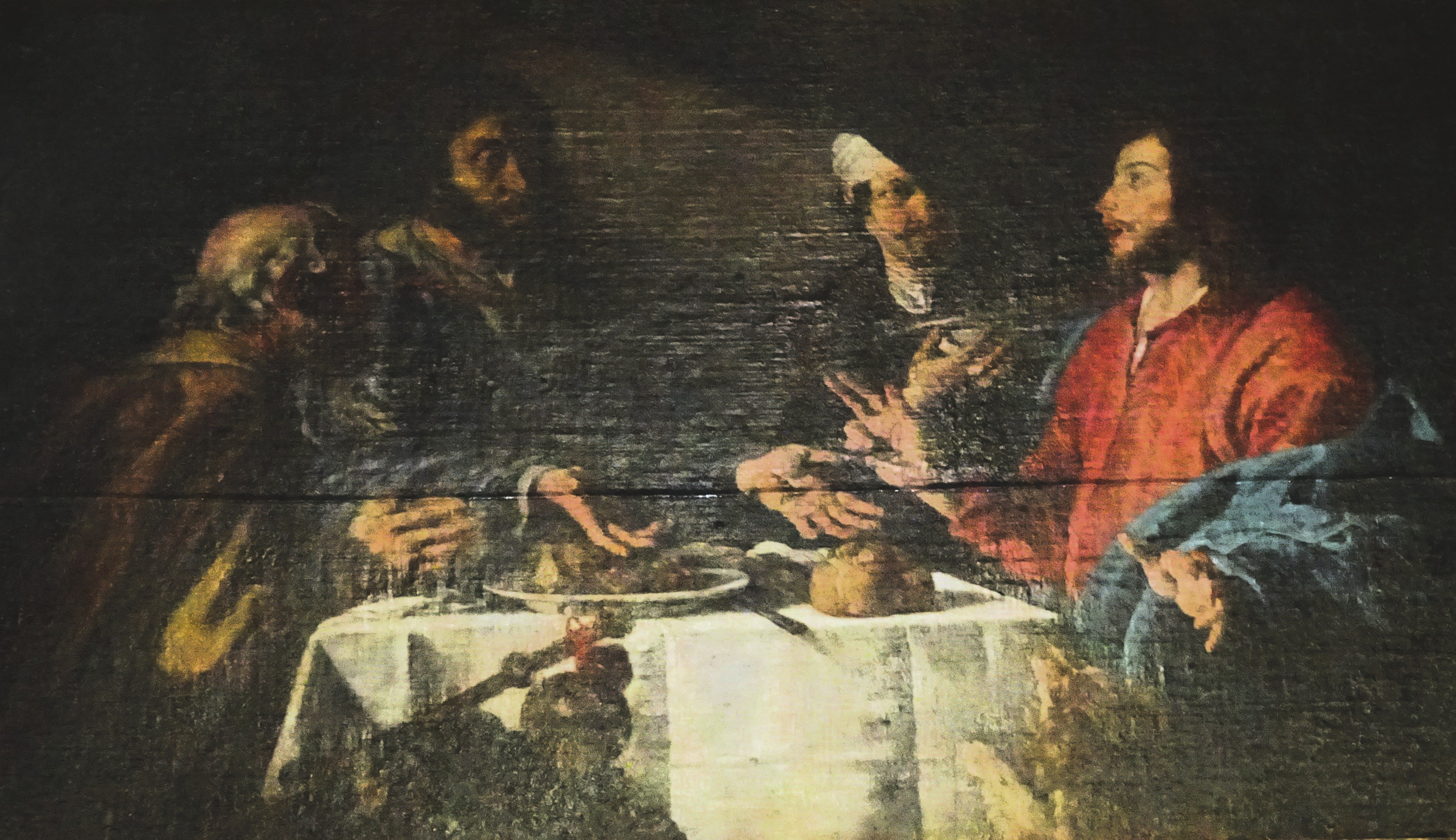
Le repas d'Emmaüs de Mathias Stomer.
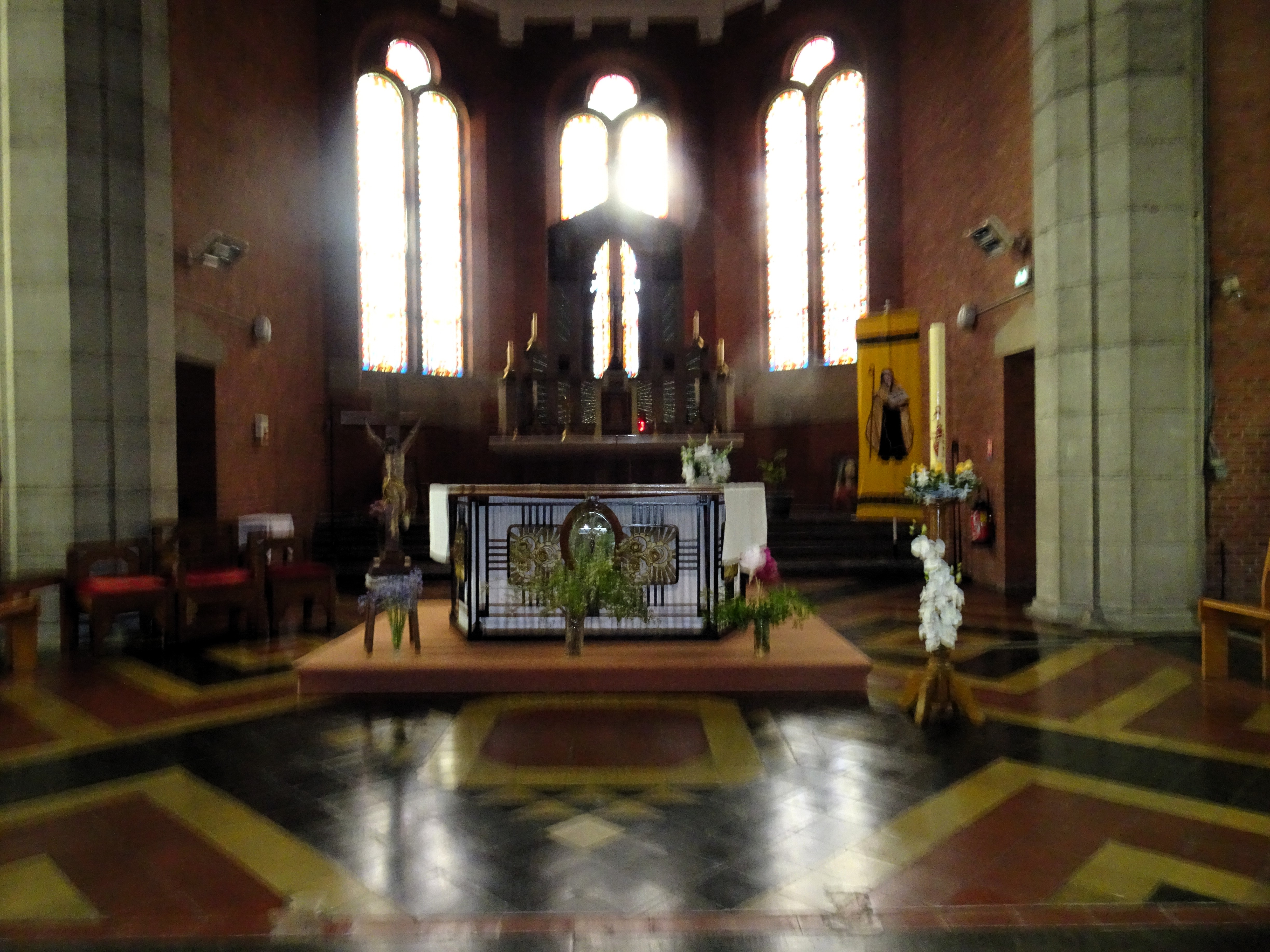
Maître-autel.
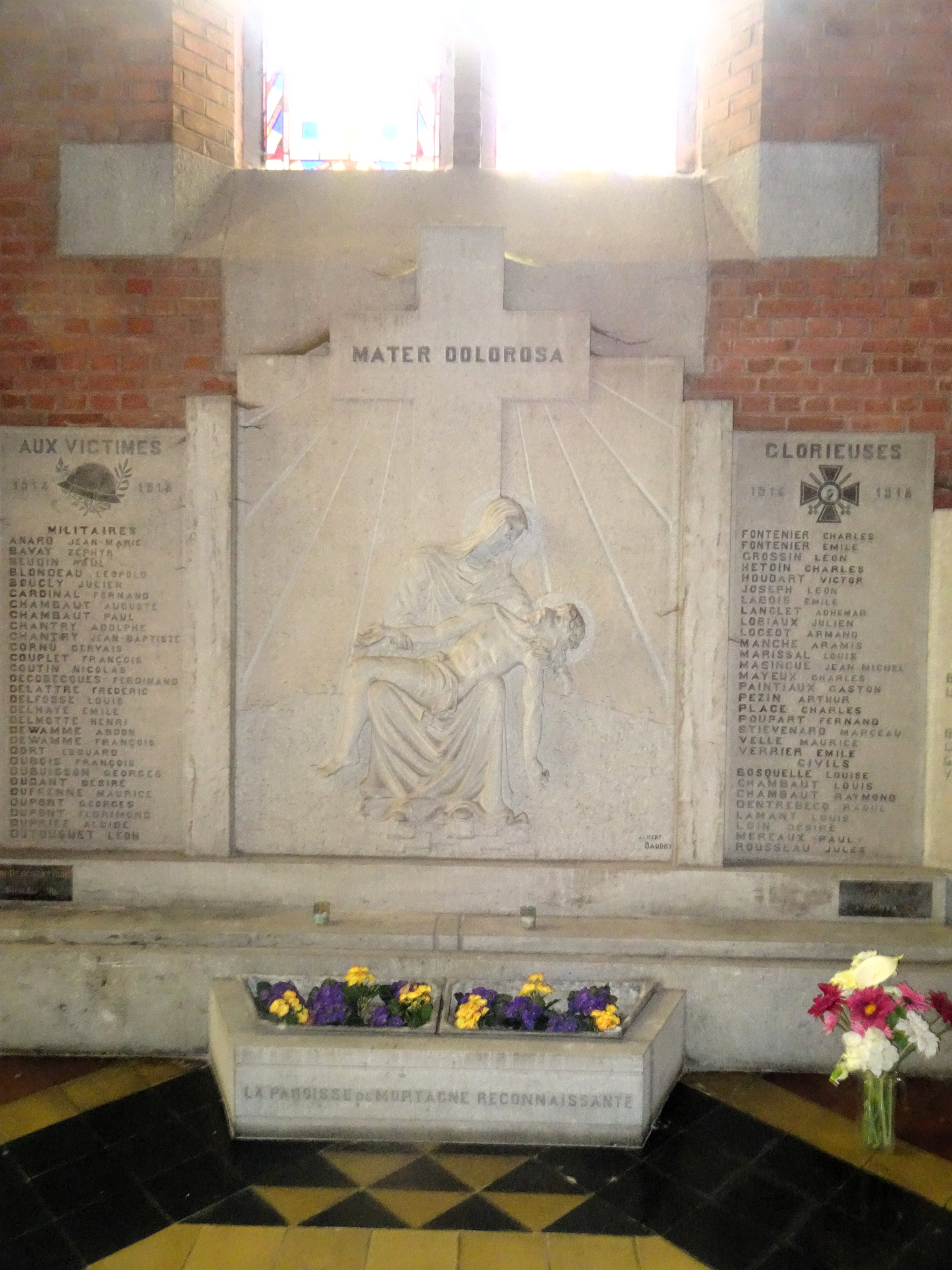
Monument aux morts et la Mater Dolorosa.

- Musée des sœurs Fernig, qui s'illustrèrent à la bataille de Jemmapes.
- Musée de la douane de Mortagne-du-Nord
- Carré militaire français et tombes de la Commonwealth War Graves Commission au cimetière de Mortagne-du-Nord.
- La cheminée de l'usine de briques réfractaire d'une hauteur 30 mètres.

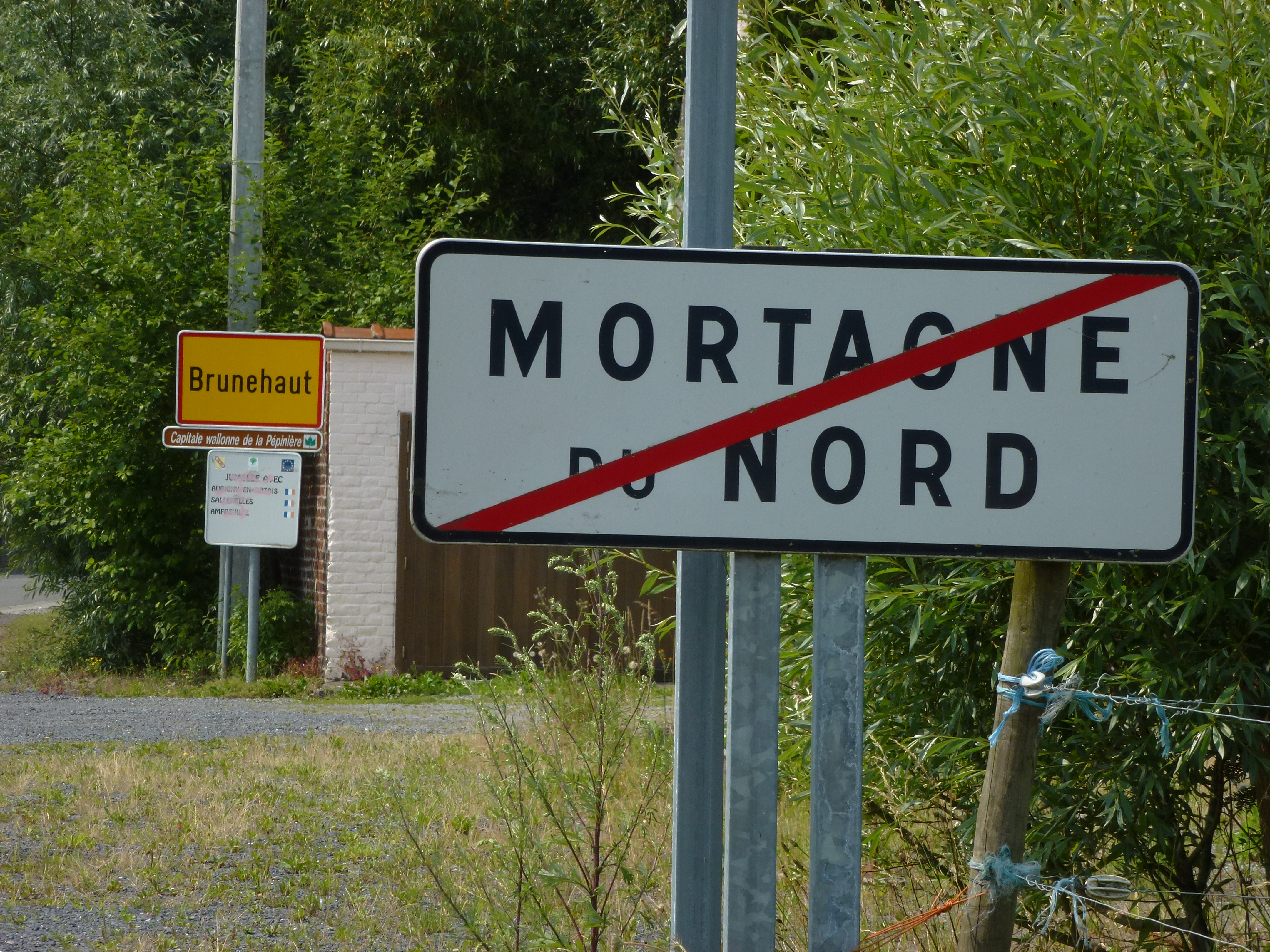
Frontière Franco-Belge Mortagne-du-Nord - Brunehaut.
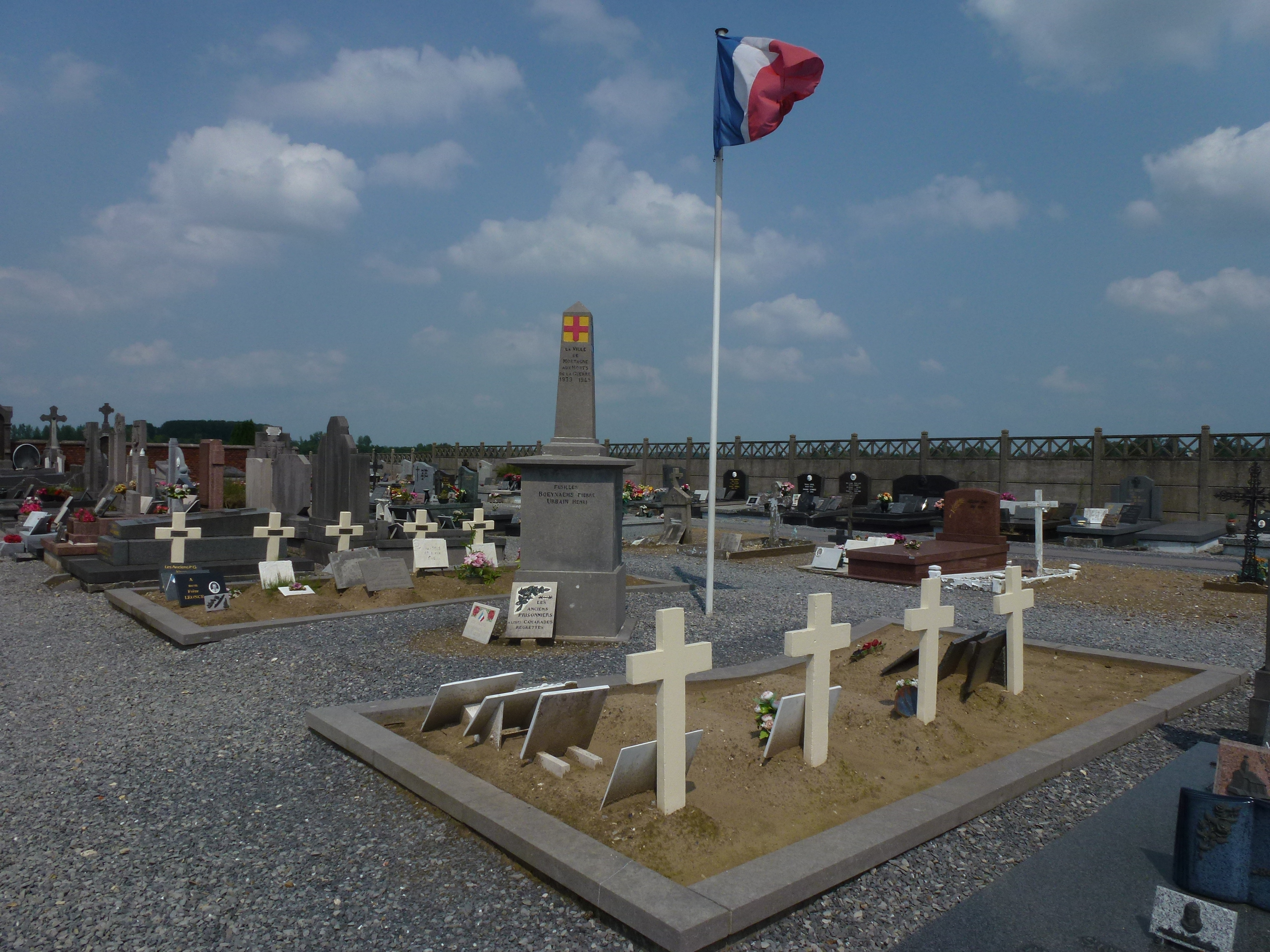
monument aux morts et tombes militaires françaises.
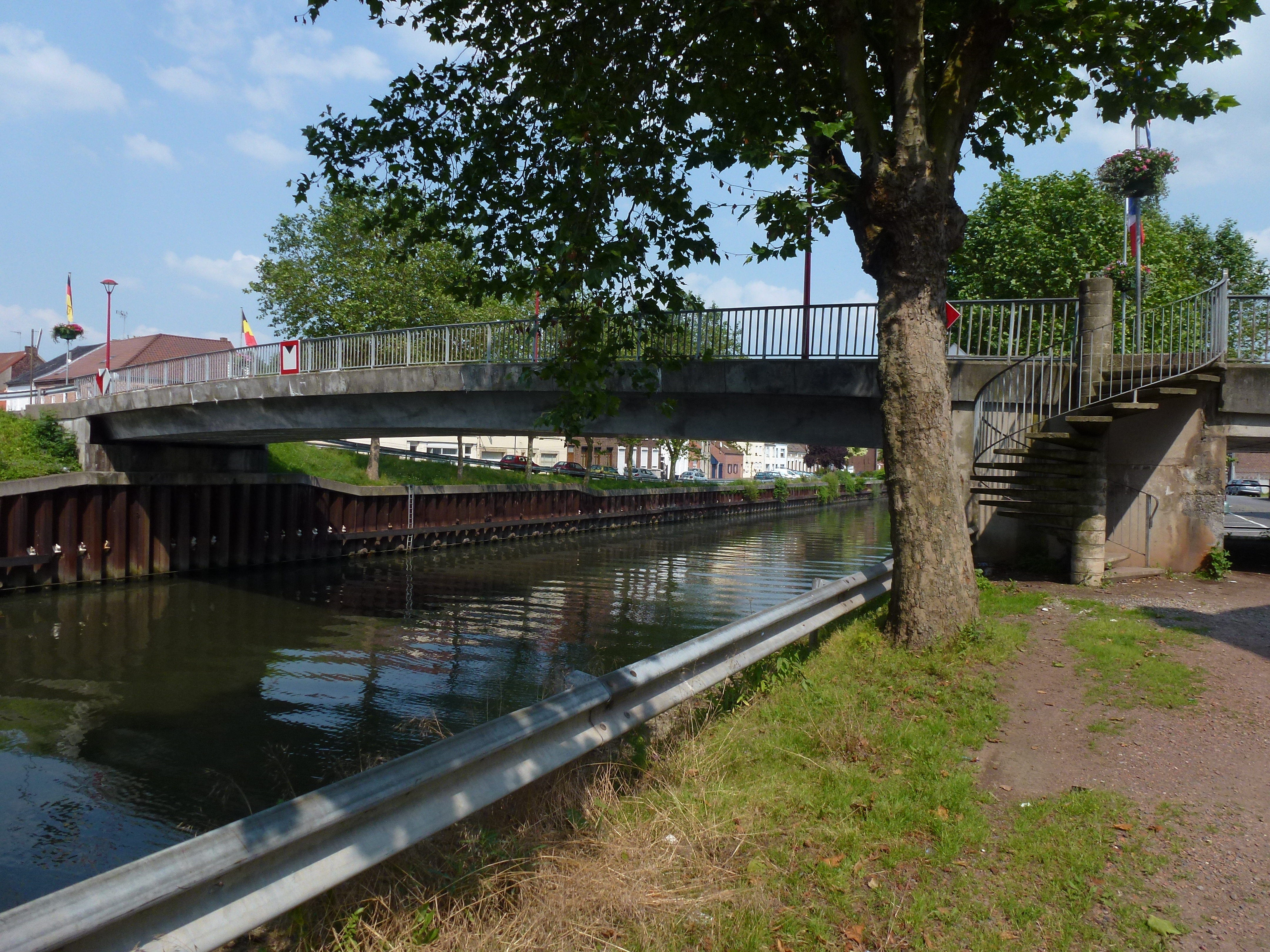
Pont de l'Escaut.
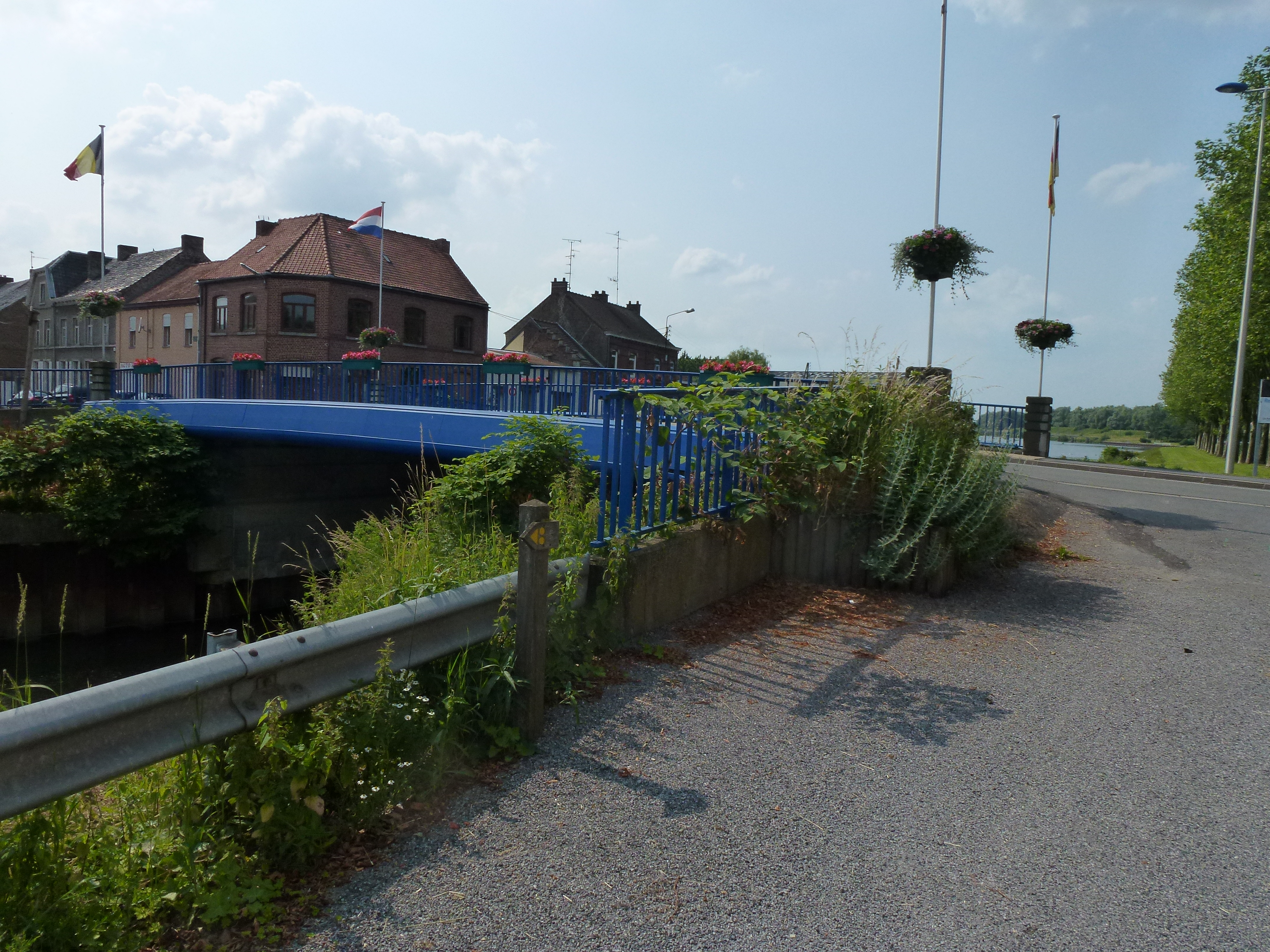
Pont de la Scarpe.

### Personnalités liées à la commune
- Gautier de Mortagne, né à Mortagne vers 1100. Prêtre, philosophe et théologien, il fut évêque de Laon de 1153 à 1174.
- Jehan Bouthillier, bailli de Mortagne fut auteur de La Somme rural en 1479 imprimé à Bruges  par Colard Mansion gr. in-fol,rel en bois[66],[67].
- Jean Louis Joseph de Fernig, général de brigade, mort en Égypte en 1847, un des fondateurs et président de la Société des Enfants du Nord. Ses sœurs Théophile et Félicité furent attachées à l'état-major de Charles François Dumouriez en 1792[68].

### Héraldique
|  | Les armes de Mortagne-du-Nord se blasonnent ainsi : D'or à la croix de gueules. |

## Pour approfondir